# Federação de Desportos de Inverno de Portugal
A Federação de Desportos de Inverno de Portugal ou FDI-Portugal, é a autoridade portuguesa em matéria de desportos relacionados com a neve, filiada na Federação Internacional de Esqui. A FDI-Portugal é uma organização sem fins lucrativos dotada de estatuto de utilidade pública desportiva, que tem como principais objectivos promover, regulamentar e dirigir a nível nacional a prática de desportos relacionados com a neve, nas vertentes formativa, desportiva e cultural. 
Chamava-se Federação Portuguesa de Esqui até 2008, quando se fundiu com a Federação Portuguesa de Desportos no Gelo e tomou a atual denominação.

## História
Apesar da existência de registos que apontam para a introdução do esqui em Portugal por volta de 1918, do começo de competições de esqui realizadas de forma regular a partir de 1933 e de participações pontuais de portugueses em [olimpíadas de inverno], apenas na última década do seculo XX é criada uma federação responsável pela regulamentação dos desportos de inverno em portugal.
Durante vários anos, praticamente desde a sua formação em 1928, o Ski Clube de Portugal (SCP) foi o principal responsável pela organização e regulamentação de provas de esqui em Portugal, sendo este clube o maior dinamizador dos desportos de inverno em Portugal até à década de cinquenta do seculo passado, altura em que é fundado Clube Nacional de Montanhismo (CNM). 
Com a criação do Clube Nacional de Montanhismo surge também a Escola de Esqui da Serra da Estrela e com ela dá-se um grande aumento do número de esquiadores em Portugal. 
Com o aumento do número de praticantes vão surgindo novos clubes e inicia-se uma época de bastante rivalidade em volta da modalidade, começando a ser sentida a necessidade de criar um organismo responsável pela regulamentação e representação do esqui em Portugal, a par do que vinha acontecendo com outra modalidades. Assim, dá-se em 1986 a primeira tentativa de criação da Federação Portuguesa de Esqui (FPE) por intermédio do CNM, SCP e ISEF, contudo, e apesar do bom entendimento entre os clubes não foi encontrado um consenso que permitiria a formação da referida federação.
O consenso foi conseguido através do constante desenvolvimento do esqui alpino em Portugal, em consequência do aumento da performance dos desportistas nas provas realizadas. O elevado nível dos praticantes criou a necessidade de uma organização desportiva que regulamentasse a modalidade e que defendesse os interesses dos esquiadores e dos seus clubes.
Assim, a 15 de maio de 1992 é fundada na Covilhã, através de escritura pública, a Federação Portuguesa de Esqui sendo os seus sócios fundadores o Clube Desportivo da Covilhã, Clube Nacional de Montanhismo, o Ski Clube de Portugal, José Rodrigues, José Flávio Martins, Fernando Ferreira dos Santos, Manuel Sá Lima, Arménio Matias, João Lanzinha, Vítor Pinho, Manuel Machado, José Hermínio de Almeida Matos, Carlos Pinto, Alfredo Pinto da Silva, Carlos Leitão, Henrique Assis e José Pinho. Para presidir á recém formada federação foi escolhido um dos mais prestigiados esquiadores portugueses e várias vezes campeão nacional, Luís Filipe Saraiva. Nesse mesmo ano, em conjunto com varias federações de esqui internacionais a FPE funda a Small European Ski Nations (SES). Jorge Mendes, luso-descende residente em França, consegue o apuramento para os Jogos Olímpicos, mas devido a uma lesão não competiu.    
Em 1993 a FPE é admitida como membro da Federação Internacional de Esqui (FIS) e do Comité Olímpico de Portugal (COP), sendo em 1994 reconhecida como pessoa coletiva de direito privado, titular de utilidade pública desportiva. Também nesse ano Jorge Mendes consegue novamente o apuramento olímpico, competindo em três disciplinas (Downhill, Gigante e Super G.). 
Portugal volta a ser representado, desta vez por dois desportistas, nos Jogos de Inverno de 1998. Competiram pela selecção portuguesa Mafalda Pereira no esqui acrobático e Fausto Marreiros na patinagem.  
O final da década de noventa fica ainda marcado pela realização de diversas taças e campeonatos bem como a presença regular das selecções nacionais de esqui em diversas competições internacionais.
Em 2006 Portugal conseguiu a sua primeira participação na modalidade de esqui de fundo, através da qualificação de Danny Silva. Também neste ano Portugal é, pela primeira vez, o país escolhido para receber o Congresso Internacional da FIS. 
O ano de 2008 marca a alteração da denominação da Federação Portuguesa de Esqui para Federação de Desportos de Inverno de Portugal, decisão tomada por unanimidade em Assembleia Geral, de forma a acolher a tutela de todos os desportos de inverno, sobretudo o snowboard que se encontrava numa fase de grande crescimento em Portugal. É também lançado o projecto Brincar na Neve, que visa a introdução e aperfeiçoamento ao esqui e snowboard com o objectivo de detetar jovens promessas nestas modalidades. 
Em 2012, ano da celebração de 20 anos de existência, a FDI-Portugal consegue as suas primeiras medalhas internacionais de esqui, através do esquiador Andrea Bugnone. Este foi também um ano de afirmação para o snowboard português, não só pela participação de diversos desportivas lusos em competições internacionais, mas principalmente pela realização do Vodafone Snowboard Urban Fest, primeira prova internacional FIS, com pontuação a contar para o apuramento olímpico realizada em Portugal.

## Desportos
Desportos sobre a alçada da FDI-Portugal:
- Esqui Cross-Country
- Rollerski
- Curling
- Esqui alpino
- Hóquei no Gelo
- Luge
- Snowboard
- Patinagem Artística no gelo [4]
- Patinagem de Velocidade no Gelo

## Participações Portuguesas nos Jogos Olímpicos de Inverno
| Ano  | Cidade      | Atleta                                           | Prova                | Classificação        |
| ---- | ----------- | ------------------------------------------------ | -------------------- | -------------------- |
| 1952 | Oslo        | Duarte Espírito Santo Silva                      | Downhill             | 69°                  |
| 1988 | Calgary     | António Reis e João Poupada                      | Bob 2                | 34                   |
| 1988 | Calgary     | Jorge Magalhães e João Pires                     | Bob 2                | desclassificado      |
| 1988 | Calgary     | António Reis, João Poupada, João Pires e A. Reis | Bob 4                | 25°                  |
| 1992 | Albertville | Georges Mendes                                   | Downhill             | Lesão; não concorreu |
| 1994 | Lillehammer | Georges Mendes                                   | Downhill             | 30°                  |
| 1994 | Lillehammer | Georges Mendes                                   | Slalom super gigante | desclassificado      |
| 1994 | Lillehammer | Georges Mendes                                   | Slalom gigante       | 41°                  |
| 1998 | Nagano      | Mafalda Queirós Pereira                          | esqui acrobático     | 21°                  |
| 1998 | Nagano      | Fausto Marreiros                                 | 5.000 m (patinagem)  | 31°                  |
| 2006 | Turim       | Danny Silva                                      | 15 km (cross)        | 94°                  |
| 2010 | Vancouver   | Danny Silva                                      | 15 km (cross)        | 95°                  |
| 2014 | Shoci       | Arthur Hanse                                     | Slalom               | desclassificado      |
| 2014 | Shoci       | Arthur Hanse                                     | Slalom Gigante       | desclassificado      |
| 2014 | Shoci       | Camille Dias                                     | Slalom               | 40º                  |
| 2015 | Shoci       | Camille Dias                                     | Slalom Gigante       | 59º                  |
| 2018 | Pyeongchang | Kequyen Lam                                      | 15 km Cross country  | 108º                 |
| 2018 | Pyeongchang | Arthur Hanse                                     | Slalom               | 38º                  |
| 2018 | Pyeongchang | Arthur Hanse                                     | Slalom Gigante       | 66º                  |

## Medalhas e Classificações Honrosas
| Ano  | Competição                    | Pais     | Atleta         | Modalidade   | Prova                | Escalão    | Classificação |
| ---- | ----------------------------- | -------- | -------------- | ------------ | -------------------- | ---------- | ------------- |
| 2011 | FIS MASTERS - Valle Nevado    | Chile    | Kequyen Lam    | Snowboard    | Snowboardcross       | Seniores   | 4º            |
| 2011 | FIS RACE - Big White          | Canadá   | Kequyen Lam    | Snowboard    | Snowboardcross       | Seniores   | 1º            |
| 2011 | FIS RACE - Red Mountain       | Canadá   | Kequyen Lam    | Snowboard    | Snowboardcross       | Seniores   | 1º            |
| 2011 | FIS RACE - Big White          | Canadá   | Kequyen Lam    | Esqui Alpino | Snowboardcross       | Seniores   | 2º            |
| 2012 | FIS RACE - Red Mountain       | Canadá   | Kequyen Lam    | Snowboard    | Snowboardcross       | Seniores   | 2º            |
| 2012 | Vodafone Snowboard Urban Fest | Portugal | Renato Cardoso | Snowboard    | Slope Style          | Seniores   | 8º            |
| 2012 | Troféu Borrufa                | Andorra  | Andrea Bugnone | Esqui Alpino | Slalom Super Gigante | Infantes I | 1º            |
| 2012 | Troféu Borrufa                | Andorra  | Andrea Bugnone | Esqui Alpino | Slalom Gigante       | Infantes I | 1º            |
| 2012 | Troféu Borrufa                | Andorra  | Andrea Bugnone | Esqui Alpino | Super Combinado      | Infantes I | 2º            |
| 2012 | Troféu Borrufa                | Andorra  | Andrea Bugnone | Esqui Alpino | Slalom               | Infantes I | 2º            |
| 2012 | Vodafone Snowboard Urban Fest | Portugal | Renato Cardoso | Snowboard    | Slope Style          | Seniores   | 8º            |